# Johann Schickh

Johann Schickh, Lithographie von Josef Kriehuber, 1835

Johann Valentin Schickh (* 6. Januar 1770 in Wien; † 1. August 1835 in Bad Gastein) war ein österreichischer Textilhändler und Journalist.

## Leben
Schickh war der Sohn eines Beamten der k. k. Linzer Wollenzeug-, Tuch- und Teppichfabrik und wurde selbst ein erfolgreicher Textilfabrikant. 1814 gründete er in Wien die Weiß- und Kurzwarenhandlung „Zu den drey Grazien“. Bekannt wurde er vor allem als Herausgeber der beliebten Wiener Moden-Zeitung, die er 1816 in Wien zusammen mit Wilhelm Hebenstreit ins Leben rief. Sie wurde 1817 in Wiener Zeitschrift für Kunst, Literatur, Theater und Mode umbenannt und etablierte sich – neben Adolf Bäuerles Wiener Theaterzeitung – bald zu einem der wichtigsten Kulturjournale der österreichischen Metropole. Namentlich Franz Schubert und Ludwig van Beethoven wurden häufig erwähnt. Schickh war zudem eng mit Beethoven befreundet; sein Name erscheint mehrfach in den Konversationsheften des Komponisten. Einige seiner Werke erschienen sogar erstmals in Schickhs Zeitschrift, ebenso Werke von Franz Schubert.
Schickh war bis zu seinem Tod Herausgeber der Wiener Zeitschrift. Sein Nachfolger war Friedrich Witthauer.